# چیما ده نومنوم
چیما ده نومنوم (به لاتین: Cima de Nomnom) یک کوه در سوئیس است که در کانتون گراوبوندن واقع شده‌است. چیما ده نومنوم ۲٬۶۳۳ متر بالاتر از سطح دریا واقع شده‌است.